# Bocșa
Bocșa (pronunciat en romanès: [ˈBokʃa]; en hongarès: Boksánbánya; en alemany: Deutsch-Bokschan, Neuwerk) és una ciutat del comtat de Caraș-Severin, a la regió del Banat de Romania, amb una població de 15.842 habitants el 2011.

## Clima
Bocșa té un clima continental humit (Cfb a la classificació climàtica de Köppen).